# Dreifachmord in Wien 2024
Beim Dreifachmord in Wien wurden am 23. Februar 2024 in einem Bordell in Wien-Brigittenau die Betreiberin und zwei als Prostituierte dort arbeitende Frauen, alle chinesischer Herkunft, von einem 27-jährigen Asylbewerber aus Afghanistan erstochen. Der Täter wurde kurz darauf in Tatortnähe verhaftet und zur Unterbringung auf unbestimmte Zeit in einem forensisch-therapeutischen Zentrum verurteilt.

## Tatablauf
Am 23. Februar 2024 gegen 20 Uhr betrat der 27-jährige Afghane Ebadullah A. mit drei zuvor gekauften Messern das Asia Studio 126 in der Engerthstraße von Wien-Brigittenau, wo ihm die Betreiberin die Tür geöffnet und ein Zimmer zugewiesen hatte. Dort stach er 16 Mal auf das erste, 47-jährige Opfer ein, wobei laut Staatsanwaltschaft aufgrund der heftigen Messernutzung die Messerspitze abgebrochen sei. In Folge habe er nach weiteren Opfern gesucht und in einem Nebenzimmer eine weitere 47-jährige Frau mit 30 Stichen getötet, wobei er gezielt die Kopf- und Halsregion attackiert habe. Laut Anklageschrift sei die Frau durch den Angriff beinahe enthauptet worden. Die 67-jährige Betreiberin, die in ein Badezimmer geflüchtet war, wurde durch mindestens 60 Stichverletzungen getötet, wobei laut Gutachter die vielen Verletzungen gegen das Gesicht auffällig gewesen seien. Der Täter soll danach nach weiteren Opfern gesucht haben, hätte jedoch keine finden können und habe das Studio verlassen. In einem Nebenraum befanden sich tatsächlich eine weitere Frau und ein Kunde, der später nicht mehr ermittelt werden konnte. Die beiden seien jedoch vom Afghanen nicht entdeckt worden. Diese Frau verständigte ihren Ehemann, welcher die Einsatzkräfte alarmierte.
Die gegen 21 Uhr alarmierte Polizei folgte den Blutspuren bis zu einer nahegelegenen Grünfläche, wo der Täter angetroffen wurde und unter Einsatz eines Tasers überwältigt und festgenommen werden konnte. Ebadullah A. trug blutdurchtränkte Kleidung, wies Schnittverletzungen an der Hand auf und hatte die Tatwaffen noch bei sich. Laut Landespolizeidirektion Wien habe sich Ebadullah A. im Zuge der Einvernahme grundsätzlich geständig gezeigt, und er wurde im Anschluss in die Justizanstalt Wien-Josefstadt eingeliefert, wo Untersuchungshaft verhängt wurde.
Laut einem Sprecher der Polizei habe sich das Tatgeschehen auf mehrere Räumlichkeiten erstreckt und gegen die Opfer sei mit ungemein heftiger Gewalt vorgegangen worden. Der Sprecher der Landespolizeidirektion Wien, Philipp Haßlinger, erklärte, die Leichen hätten massive Stich- und Schnittverletzungen aufgewiesen und seien verstümmelt worden. Der Gerichtsmediziner Nikolaus Klupp teilte mit, dass das Messer gegen das Gesicht, den Hals, Nacken und Oberkörper der Opfer geführt worden sei, was Entstellungen zur Folge hatte. Aufgrund der Wucht seien von zwei Messern die Spitzen der Klinge abgebrochen. Der Sachverständige Peter Hofmann bezeichnete die Tat als psychotischen Aggressionsdurchbruch unter dem Einfluss einer psychischen Krankheit. Die Tat könne als Massaker, Gemetzel oder Amoklauf bezeichnet werden.

## Täter
Der angeblich am 2. Jänner 1997 geborene Ebadullah A., Sohn eines hochrangigen Beamten, der in Kabul zur Oberschicht gehört haben soll, habe als Grafikdesigner eine Werbeagentur betrieben und ein Informatikstudium begonnen, ehe die Taliban die Macht in Afghanistan übernahmen und er mit seiner Familie in die benachbarte Islamische Republik Iran flüchtete. Da es im Iran wirtschaftlich nicht attraktiv gewesen sei, habe sich Ebadullah A. über die Türkei und Bulgarien nach Serbien begeben, wo er in einer christlichen Hilfseinrichtung eine junge niederländische Betreuerin kennenlernte, mit der er sich anfreundete. Ebadullah A. bezeichnete diese Frau später als Hexe, welche ihn verflucht habe. Sie könne auf telepathischem Weg seinen Körper kontrollieren; er höre ihre Stimme in seinem Kopf, die ihm befehle, sich ihrer Macht zu unterwerfen. Laut späterem Gutachten habe sich der Täter von dieser Frau negativ beeinflusst gefühlt. 
Nach seiner Ankunft in Österreich Ende 2021 stellte er 2022 einen Asylantrag und wurde in die Grundversorgung aufgenommen. Er war in mehreren Bundesländern untergebracht, zuletzt in einem teilorganisierten Quartier im Kärntner Bezirk Wolfsberg. Ab dem Herbst 2023 soll seine Erkrankung immer heftiger durchgebrochen sein. Er habe aus einem Koran-Vers herausgelesen, dass er gegen Feinde einen Dschihad führen müsse. Er habe geglaubt, er sei in einer Kärntner Unterkunft von einem Mitbewohner gemobbt, betäubt und sexuell missbraucht worden. Beweise dafür gab es nicht. Auch seine Familie im Iran machte sich zusehends Sorgen und forderte ihn zur Heimkehr auf, worauf Ebadullah A. zur Rückkehrberatung ging und ein Flugticket nach Afghanistan für Anfang März 2024 erhielt. Ende Jänner 2024 übersiedelte er zu einem Bekannten nach Wien, der eigentlich im Auftrag der Familie ein Auge auf ihn haben sollte. Am Tattag, einem Freitag, ging der Bekannte arbeiten, Ebadullah A. blieb in seinem Zimmer zurück. Am Abend besuchte er samt drei bereits zuvor gekauften Küchenmessern eine Moschee, nahm am Gebet teil und wurde dort irrtümlich eingesperrt. Der Betroffene entkam durch ein Fenster und ging anschließend in das Asia-Studio in der Engerthstraße. Laut einem Sprecher des Innenministeriums sei Ebadullah A. vor der Tat kriminalpolizeilich noch nicht aufgefallen.

## Gerichtsverfahren
Im Mai 2024 kam ein Gerichtsgutachten des Sachverständigen Peter Hofmann zu dem Schluss, dass der Täter zum Zeitpunkt der Tat unzurechnungsfähig war und so gefährlich sei, dass bei einer Freilassung mit weiteren Gewaltverbrechen bis hin zu Tötungsdelikten zu rechnen wäre. Es wurde eine tat- und handlungsbestimmende Geisteskrankheit in Form einer paranoiden Schizophrenie bescheinigt. Am Tag der Tat habe er eine akute Psychose entwickelt. Der Täter sei weiterhin hochgefährlich, weil völlig uneinsichtig. Er bewege sich, rechtfertigend bezüglich seiner Tat, in einer religiös-psychotisch-bizarren Welt. Es gebe keinerlei soziale Perspektive. Auf sich allein gestellt würde er in dauerpsychotischem Zustand mit enormem Aggressionspotential und höchster Gefährlichkeit in der Gesellschaft unterwegs sein. Trotz Gabe hoher Medikamentendosen sei er ziemlich therapieresistent und die Zukunftsprognose schlecht.
Am 25. November 2024 urteilten die Geschworenen am Landesgericht für Strafsachen Wien mit sieben zu einer Stimme, dem Antrag der Staatsanwaltschaft Wien entsprechend, auf Zurechnungsunfähigkeit, worauf Ebadullah A. rechtskräftig zur Unterbringung in einem forensisch-therapeutischen Zentrum auf unbestimmte Zeit verurteilt wurde.

## Reaktionen
Neben den drei getöteten Frauen in Brigittenau waren am selben Tag auch eine 51-jährige Frau und ihre 13-jährige Tochter in Wien-Landstraße ermordet aufgefunden worden. Bundespräsident Alexander Van der Bellen nannte die Taten „unerträglich“ und forderte entschlossene Maßnahmen. Auch Innenminister Gerhard Karner sprach von „bestialischen“ und „abscheulichen“ Taten und verwies auf die Erhöhung der sicherheitspolizeilichen Fallkonferenzen und die Einführung von Gewaltambulanzen. Volksanwalt Bernhard Achitz forderte auch einen wirksamen Schutz für Migrantinnen, Asylsuchende und Frauen ohne Papiere. Diese Gruppen hätten besonderen Schutzbedarf vor männlicher Gewalt.
Die Vorsitzende des Österreichischen Frauenrings, Klaudia Frieben, sprach im ORF von einem „schwarzen Freitag“ und forderte eine sofortige Krisensitzung der Regierung. Diese Forderung sowie ein Nationaler Aktionsplan Gewaltschutz wurden auch von der SPÖ-Bundesfrauenvorsitzenden Eva-Maria Holzleitner unterstützt. Der Wiener FPÖ-Chef Dominik Nepp sprach von einer Eskalation der Gewalt in Wien und kritisierte insbesondere die Zuwanderungspolitik. Nepp forderte eine rigorose Abschiebepolitik und einen Asylaufnahmestopp für die Bundeshauptstadt. Die Frauensprecherin der NEOS in Wien, Dolores Bakos, teilte mit, dass dem Kampf gegen Gewalt gegen Frauen, besonders der Präventionsarbeit, endlich oberste Priorität auf allen politischen und gesellschaftlichen Ebenen eingeräumt werden müsse.